# Зализничное (Винницкая область)
Зализни́чное (укр. Залізничне) — посёлок в Винницкой области Украины, подчинённый Казатинскому городскому совету.

## История
В январе 1989 года численность населения составляла 1087 человек.
На 1 января 2013 года численность населения составляла 1002 человека.
В посёлке действует храм Первоверховных Апостолов Петра и Павла Казатинского благочиния Винницкой епархии Украинской православной церкви.